# Цефтізоксим
Цефтізоксим — антибіотик із групи цефалоспоринів ІІІ покоління для парентерального застосування.

## Фармакологічні властивості
Цефтізоксим — антибіотик широкого спектра дії. Препарат діє бактерицидно, порушуючи синтез клітинної стінки бактерій. До препарату чутливі такі мікроорганізми: грампозитивні бактерії — стафілококи, стрептококи, Corynebacterium diphtheriae; грамнегативні бактерії — сальмонелли, шиґели, єрсінії, нейсерії, клебсієли, Escherichia coli, Haemophilus influenzae, Proteus spp., Acinetobacter spp., Citrobacter spp., Pseudomonas aeruginosa, Providencia spp., Serratia; анаероби — клостридії, Actinomyces spp., Bifidobacterium spp., пептококи, пептострептококи, фузобактерії, пропіонобактерії. Нечутливими до цефтізоксиму є туберкульозна паличка, грибки, рикетсії, віруси. Цефтізоксим стійкий до дії β-лактамаз. Вперше цефтізоксим синтезований у кінці 90-х років ХХ століття японською компанією Fujisava Pharmaceutical, та був допущений до широкого використання після низки клінічних досліджень у Німеччині, США, Угорщині, Росії та інших країнах.

### Фармакодинаміка
Після внутрішньовенного введення цефтізоксиму максимальна концентрація в крові досягається за 5 хвилин, після внутрішньом'язового — за годину. Препарат добре проникає в органи й тканини організму. Високі концентрації препарату створюються в серці, жовчному міхурі та жовчевивідних шляхах, кістках, очеревині, простаті, матці; слині, жовчі; плевральній, асцитичній, перитонеальній рідині; проникає через гематоенцефалічний бар'єр при менінгіті. Цефтізоксим проходить через плацентарний бар'єр та виділяється в грудне молоко. Препарат не метаболізується в організмі, виводиться з нирками в незміненому вигляді. Період напіввиведення цефтізоксиму становить 1,7 години, при порушенні функції нирок цей час може збільшуватися.

## Показання до застосування
Цефтізоксим застосовується при інфекціях, викликаних чутливими до нього мікроорганізмами: інфекціях нижніх дихальних шляхів (включаючи пневмонію); інфекціях сечостатевої системи(включаючи гонорею); менінгіті; інфекціях шкіри і м'яких тканин; септицемії; абдомінальних інфекціях.

## Побічна дія
При застосуванні цефтізоксиму можуть спостерігатися побічні ефекти:
- алергічні реакції — рідко висипання на шкірі, гарячка, мультиформна ерітема, синдром Стівенса-Джонсона, синдром Лаєлла, анафілактичний шок.
- з боку травної системи — зрідка нудота, блювота, діарея, болі в животі, метеоризм, псевдомембранозний коліт, кандидоз ротової порожнини.
- з боку сечовидільної системи — зрідка дизурія, гематурія, інтерстиціальний нефрит, токсична нефропатія.
- зміни в лабораторних аналізах — рідко еозинофілія, нейтропенія, тромбоцитопенія, анемія; у поодиноких випадках апластична анемія, підвищення рівня активності трансаміназ.
- місцеві реакції — зрідка болючість у місці введення, флебіти, тромбофлебіти.

## Протипокази
Цефтізоксим протипоказаний при підвищеній чутливості до β-лактамних антибіотиків та дітям до 6 місяців. Зобережністю застосовують при вагітності, годуванні грудьми, нирковій недостатності, псевдомембранозному коліті.

## Форми випуску
Цефтізоксим випускається у вигляді порошку в флаконах для ін'єкцій по 0,5 і 1,0 г.